# 迈孔·安德拉德
迈孔·安德拉德（葡萄牙語：Maicon Andrade，1993年1月9日—），巴西男子跆拳道运动员，2016年夏季奥运会男子80公斤以上级铜牌得主、2019年世界跆拳道锦标赛男子87公斤以上级铜牌得主。